# Pantaleón (rey)

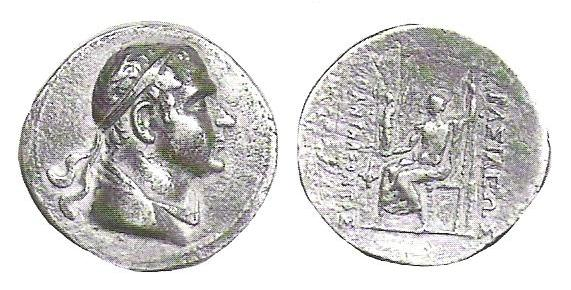
Moneda acuñada por Pantaleón con su efigie.

Pantaleón (en griego Πανταλέων της Βακτρίας -Pantaleon de Bactriana-,  o, en su variante india Pamtalevasa). Su reinado fue circa 190 a. C. - 180 a. C. Fue el segundo rey del Reino indogriego. Se cuenta con pocos datos precisos sobre su vida. Fue contemporáneo y sucesor del rey Demetrio I de Bactriana, y se cree que puede haber sido su hermano y/o virrey. Tras la muerte de Demetrio, quien había conquistado algunos territorios del actual Pakistán y el NO de la India, el reino fue aparentemente dividido entre Pantaleón, Eutidemo II y Agatocles, ambos supuestos hijos de Demetrio. Mientras Agatocles quedó a cargo del Parapamisos y Eutidemo como rey de Bactriana, Pantaleón recibió Aracosia y Gandhara, que se interna hasta la actual Cachemira.      
Fue el primer rey griego en acuñar monedas indias, bronces peculiares de forma irregular que sugieren que deseaba la integración de la población indígena a su reino. Algunas de sus monedas (tal como las de Agatocles y Eutidemo II) tienen otra característica especial: se hicieron de aleación de cobre-níquel, una tecnología que no sería desarrollada en el Occidente hasta el siglo XVIII, pero que era conocida por los chinos en ese entonces. Esto sugiere que se produjeron intercambios de las técnicas metalúrgicas entre China y su reino.